# Thomas Gill
Thomas Gill (ur. 16 maja 1965 w Grimstad) – norweski piłkarz występujący na pozycji bramkarza. Trener piłkarski.

## Kariera klubowa
Gill karierę rozpoczynał w sezonie 1983 w drugoligowym zespole FK Jerv. W 1987 roku został graczem pierwszoligowej Vålerenga Fotball. Spędził tam dwa sezony, a potem występował w innych pierwszoligowych drużynach IK Start oraz SK Brann. W 1991 roku wrócił do Vålerengi, grającej już w drugiej lidze, a z kolei w sezonie 1992 ponownie grał w trzecioligowym FK Jerv.
W 1993 roku Gill przeszedł do duńskiego Aalborga. W sezonie 1994/1995 zdobył z nim mistrzostwo Danii. Na początku 1996 roku odszedł do austriackiego Sturmu Graz, z którym w sezonie 1995/1996 wywalczył Puchar Austrii, a także wicemistrzostwo Austrii.
W połowie 1996 roku Gill został graczem niemieckiego zespołu MSV Duisburg. W Bundeslidze zadebiutował 5 października 1996 w wygranym 3:0 meczu z 1. FC Köln. Przez 2,5 roku w barwach Duisburga rozegrał 71 ligowych spotkań, a w styczniu 1999 roku opuścił klub i przeniósł się do duńskiego FC København. Grał tam do końca sezonu 1998/1999. Kolejny sezon spędził w szkockim Ayr United, grającym w Scottish Division One.
W 2000 roku Gill wrócił do Norwegii, gdzie występował w trzecioligowym Fredrikstadzie, drugoligowym Starcie oraz pierwszoligowej Vålerendze, z którą w sezonie 2002 zdobył Puchar Norwegii. Potem grał też w FK Jerv, z którym w sezonie 2003 awansował z czwartej ligi do trzeciej i w drugoligowym Strømsgodset IF, gdzie w 2005 roku zakończył karierę.

## Kariera reprezentacyjna
W reprezentacji Norwegii Gill zadebiutował 22 stycznia 1997 w wygranym 3:0 towarzyskim meczu z Nową Zelandią. W latach 1997–1998 w drużynie narodowej rozegrał 5 spotkań.